# Lelio Antoniotti
Pour les articles homonymes, voir Antoniotti.
Lelio Antoniotti (né le 17 janvier 1928 à Bard, et mort le 29 mars 2014) est un footballeur italien, qui évoluait au poste d'attaquant.

## Biographie
Au cours de sa carrière, Antoniotti a joué sous les couleurs des clubs du Sparta Novare, du Pro Patria Calcio, de la Lazio, du Torino, de la Juventus (pour qui il dispute sa première rencontre le 16 septembre 1956 lors d'un succès 3-0 sur la Lazio), de Lanerossi Vicence et de Novare.
Après la fin de sa carrière de joueur, il entre dans le staff de la FIGC, avant de devenir responsable de la N.A.G. (organisation des jeunes joueurs). Il fut également examinateur des entraîneurs.